# Kleingebiet Ibrány-Nagyhalász
Das Kleingebiet Ibrány-Nagyhalász (ungarisch Ibrány–Nagyhalászi kistérség) war bis Ende 2012 eine ungarische Verwaltungseinheit (LAU 1) im Nordwesten des Komitat Szabolcs-Szatmár-Bereg in der Nördlichen Großen Tiefebene. Es grenzte im Norden an das Komitat Borsod-Abaúj-Zemplén. Im Zuge der Verwaltungsreform Anfang 2013 wurden die Gemeinden des Kleingebiets auf den nachfolgenden Kreis Ibrány (ungarisch Ibrány járás) (8 Ortschaften mit 23.850 Ew.) sowie auf den neu geschaffenen Kreis Kemecse (ungarisch Kemecsei járás) (9 Ortschaften mit 20.242 Ew.) aufgeteilt.
Ende 2012 lebten auf einer Fläche von 520,97 km² 44.092 Einwohner. Die Bevölkerungsdichte lag mit 85 Einwohnern/km² nur knapp unter der des Komitats.
Der Verwaltungssitz befand sich in der Stadt Ibrány (6.835 Ew.). Das Stadtrecht besaßen außerdem Nagyhalász (5.741 Ew.), Kemecse (4.792 Ew.) und Demecser (4.284 Ew.). Die einzige Großgemeinde (ungarisch nagyközség) Gávavencsellő hatte 35.28 Einwohner. Diese und die 13 übrigen Gemeinden (ungarisch község) hatten im Durchschnitt 1.726 Einwohner (auf je 26,18 km² Fläche).

## Ortschaften
| Balsa       | Beszterec | Buj     | Demecser    | Gávavencsellő |
| Gégény      | Ibrány    | Kék     | Kemecse     | Nagyhalász    |
| Nyírbogdány | Paszab    | Székely | Tiszabercel | Tiszarád      |
| Tiszatelek  | Vasmegyer |         |             |               |